# Asperula accrescens
Asperula accrescens är en måreväxtart som beskrevs av Michail Klokov. Asperula accrescens ingår i släktet färgmåror, och familjen måreväxter. Inga underarter finns listade i Catalogue of Life.